# 코인데스크 코리아
코인데스크 코리아(코데코)는 한겨레신문사가 미국 블록체인 전문지 코인데스크와 제휴해 2018년 3월 29일 창간한 대한민국의 블록체인 전문지다. 한겨레신문사는 권력과 자본의 영향에서 벗어나 개인 간에 정보와 가치를 주고받을 수 있는 블록체인 기술이 민주주의라는 한겨레의 지향과 닿아있다고 판단하고 2017년 7월부터 블록체인 전문매체 창간 준비를 시작했다. 2017년 12월 22세기미디어 법인이 설립됐다.

## 역대 편집장
1. 유신재 (2018년 3월 ~ 2020년 3월)[2]
2. 김외현 (2020년 3월 ~ 2020년 12월)[2]
3. 김병철 (2020년 12월 ~ 2022년 1월)[3]
4. 김윤경 (2022년 1월 ~ 2022년 8월)[4]
5. 한광덕 (2022년 8월 ~ )[5]